# Јован Симонов Пламенац
Јован Симонов Пламенац (Бољевићи, 1873 — између Ријеке Црнојевића и Вирпазара, 14. јун 1944) био је црногорски политичар и сердар.

## Биографија
Пламенац је своју политичку каријеру започео као један од истакнутих вођа Праве народне странке у Кнежевини Црној Гори. Био је чврсти присталица кнеза Николе Петровић Његоша, који се прогласио краљем 1910. године. Послије одласка краља Николе у емиграцију након инвазије Централних сила на Црну Гору у Првом свјетском рату, Пламенац је нападао краља.
Послије рата, Пламенац је постао један од вођа зеленаша и главни протагониста Божићне побуне 1919. уперене против уједињења Црне Горе са Србијом и потоњег образовања Краљевине Срба, Хрвата и Словенаца. Пламенац није био против Србије, већ је као поборник династије Петровић био против династије Карађорђевића и начина на које је уједињење извршено. Након бекства у Италију на почетку неуспјеле побуне, Пламенац је постао предсједник црногорске владе у егзилу. На том мјесту је заповиједао избјеглим зеленашима који су се обучавали у граду Гаета уз италијанску помоћ прије него што су потајно превезени преко Јадранског мора назад у Црну Гору гдје се наставила герилска активност ниског интензитета чак и послије неуспјешне побуне. Пламенац је такође покушао да придобије страну подршку противљењу своје организације новооснованој југословенској држави, али је о том питању мало успио.

За Глас Црногорца као званични лист црногорске владе у егзилу, критикујући владу у Београду, почетком 1920. године је писао:
Није њој до Скадра, нити до крвљу стечених права, већ је њој до тога да, за рачун Карађорђевића, завојује ону српску Црну Гору, која је вјековним војничким прегнућем Српство родила.— Ј. С. Пламенац, 21. јануар 1920.
У априлу 1923. се извештава да га је италијанска влада протерала у САД. Из Америке је дошао у Париз, одакле је замолио за слободан повратак у отаџбину, уз изјаву да прихвата државно јединство, обећава верност династији и моли за амнестију за политичке грешке. У фебруару 1925. влада му дозвољава повратак у земљу али каже да му се неће допустити одлазак у Црну Гору - тамошњи "омладински кругови" су упозоравали на могућност "врло немилих последица". До средине 1920. године Пламенац је начинио потпуни преокрет, одлучивши да постигне споразум са властима Краљевине СХС, које су му дозволиле да се врати кући. Пламенац је постао члан централистичке Народне радикалне странке Николе Пашића.
Пламенац је свој живот окончао као колаборациониста у Другом свјетском рату. Стрељали су га партизани 1944. године у Црмници, а гроб му се ни до данас не зна. Брат му је био Сава Пламенац из Бољевића.